# Wjatscheslaw Prokopowytsch

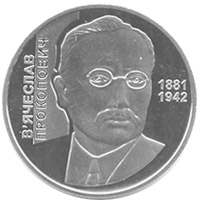
Ukrainische 2-₴-Münze von 2006 mit dem Abbild Prokopowytschs

Wjatscheslaw Kostjantynowytsch Prokopowytsch (* 10. Junijul. / 22. Juni 1881greg. in Kiew, Russisches Kaiserreich; † 7. Juni 1942 in Bessancourt bei Paris, Frankreich) war ein ukrainischer Politiker, Publizist und Historiker.

## Leben
Wjatscheslaw Prokopowytsch wurde in eine Kiewer Priesterfamilie, die väterlicherseits einer alten Kosakenfamilie entstammte, hinein geboren. Er studierte Geschichte und Philologie an der Universität Kiew und arbeitete anschließend als Lehrer.
Prokopowytsch war ab 1905 politisch aktiv und ab 1908 Mitglied der Ukrainischen Demokratisch-Radikalen Partei (Ukrajinska demokratytschno-radykalna partija, UDRP), dann der Gesellschaft der ukrainischen Progressisten (Towarystwo ukrajinskych postupowziw, TUP), ab 1917 Mitglied des Zentralkomitees der Ukrainischen Partei der föderativen Sozialisten (Ukrajinska partija sozialistiw-federalistiw, UPSF).
Im Januar–April 1918 bekleidete Prokopowytsch im Kabinett von Wsewolod Holubowytsch das Amt des Bildungsministers, vom 28. Mai bis 14. November 1920 war er Präsident des Ministerrates der Ukrainischen Volksrepublik.